# Siete historias
Siete historias, título completo: Siete historias (o excavando en el pozo de la fantasía), es una novela fantástica juvenil de la autora española Àngels Om, publicada en 2010 por la editorial Círculo Rojo. 
El personaje de la narradora de la historia, Irina, está basado en la hija de la autora. La novela comenzó como una terapia juego para que superara el acoso escolar. La novela narra las aventuras de Irina y su familia de cinco hermanos y su mascota cuando cada uno de ellos debe contar y hacer vivir a los demás una historia basada en sus sueños.

## Personajes
- Natalia: la hermana mayor; adolescente muy preocupada por su aspecto y vida social, suele estar de mal humor, pero tiene un fondo tierno.
- José: tiene diez años, como sus hermanos Luis y Julián, nacidos el mismo día que él. Es muy impulsivo, desordenado y apasionado de la historia.
- Luis: le gustan las matemáticas, los acertijos y se cree el más listo de los trillizos.
- Julián: aficionado a la astronomía. Tiene muchos roces con Luis y es muy desordenado.
- Irina: narradora principal de la historia. Es una niña muy madura para sus ocho años y sufre burlas en el colegio por ser más bien menuda. A menudo mantiene la paz entre sus hermanos y está muy unida a su hermana Carmen.
- Carmen: nació en China y fue adoptada. Tiene cuatro años y es muy cariñosa.
- Nikon: la mascota de la familia, mezcla de yorkshire y caniche.

En la novela aparecen también más de cuarenta [personajes secundarios, algunos de ellos inspirados en personas cercanas a la autora.